# Turner Network Television
Turner Network Television, més coneguda com a TNT, és una cadena de televisió per cable nord-americana creada pel magnat Ted Turner i propietat de la unitat de Warner Bros. Discovery Networks de Warner Bros. Discovery. Fou inaugurada amb l'emissió de la seua pel·lícula preferida, Gone with the Wind, el 3 d'octubre del 1988. Les seves xarxes germanes són TBS, TruTV i Turner Classic Movies, amb les dues primeres també amb cobertura esportiva. A September 2018 , TNT va ser rebut per aproximadament 89,573 milions de llars que es subscriuen a un servei de televisió per subscripció als Estats Units. Al juny de 2023, aquesta xifra s'ha reduït a 71,2 milions de llars.
El canal va ser llançat el 3 d'octubre de 1988, amb el propòsit d'emetre pel·lícules clàssiques i sèries de televisió sobre les quals Turner Broadcasting System mantenia els drets de transmissió a través del canal germà TBS. El juny de 2001, la cadena va experimentar un canvi important en la seva programació i va començar a centrar-se en sèries dramàtiques i llargmetratges, juntament amb alguns esdeveniments esportius (incloent-hi NBA, NHL, US Soccer, el torneig de bàsquet masculí de la Divisió I de la NCAA i programes de lluita lliure professional AEW Rampage i AEW Collision), com a programació de TBS. El canal s'anomena TNT Drama per alguns, amb l'URL del seu lloc web que fa al·lusió a això.

## Internacional
Des de 2007 també s'emeten versions locals del canal a Espanya, Alemanya i Turquia entre altres països.